# Dina Kochetkova
Dina Anatolyevna Kochetkova, em russo: Дина Анатольевна Кочеткова, (Moscou, 27 de julho de 1977) é uma ex-ginasta russa que competiu em provas de ginástica artística.
Dina fez parte da equipe russa, que disputou os Jogos Olímpicos de Atlanta, em 1996, Estados Unidos. Dentre seus maiores êxitos, estão uma medalha de prata olímpica, e duas medalhas de ouro em mundiais.

## Carreira
Dina nasceu em Moscou, ainda na extinta União Soviética. Aos cinco anos, iniciou na ginástica, sendo selecionada por autoridades soviéticas de desporto, para compor uma equipe nacional. Em 1991, aos quatorze anos, a ginasta representou a equipe soviética, durante o Campeonato Internacional Júnior, conquistando a medalha de prata no concurso geral. No evento seguinte, Dina disputou o Campeonato Europeu Júnior, onde foi medalhista de prata no solo, e bronze no individual geral, salto e barras.
Em 1992, seu primeiro ano como sênior, a ginasta participou do Campeonato Europeu de Nantes, sendo apenas 12ª colocada no evento geral individual. No último compromisso do ano, foi nona colocada individual no Moscow News. No ano posterior, participando de mais uma edição do evento, foi medalhista de prata no evento geral individual. No Campeonato Nacional Russo, foi medalhista de ouro no solo, e bronze no salto e barras. No Campeonato Europeu de Estocolmo, em 1994, foi prata por equipe e no geral, e bronze no solo. Na edição de Brisbane do Mundial, ainda em 1994, Dina conquistou a medalha de bronze no concurso geral e barras assimétricas, e a medalha de ouro nos exercícios de solo. No mesmo ano, nos exercícios coletivos do evento, realizados em Dortmund, foi novamente medalhista de bronze. No ano posterior, participando da edição de Sabae, foi apenas sexta na trave e barras, e quarta por equipes. Em mais um evento europeu, a ginasta saiu com a medalha de prata nos exercícios coletivos, atrás da equipe romena.
Em 1996, em sua primeira aparição olímpica, nos Jogos Olímpicos de Atlanta, a ginasta ao lado de sua equipe, conquistou a segunda colocação, atrás dos Estados Unidos, nação anfitriã. Nos eventos individuais, a ginasta terminou na quarta colocação na trave e sexta no solo. Como último evento do ano, a ginasta participou de mais uma edição do Mundial, sendo medalhista de ouro na trave. Após a realização do evento, a ginasta anunciou oficialmente sua aposentadoria do desporto, tornando-se técnica logo depois.

## Principais resultados
| Ano  | Evento                                    | AA                | Equipe            | Salto sobre o cavalo | Trave            | Barras assimétricas | Solo              |
| ---- | ----------------------------------------- | ----------------- | ----------------- | -------------------- | ---------------- | ------------------- | ----------------- |
| 1991 | Campeonato Europeu Júnior                 | Medalha de bronze |                   | Medalha de bronze    | Medalha de prata |                     | Medalha de bronze |
| 1992 | Campeonato Europeu                        | 12º               |                   |                      |                  |                     |                   |
| 1993 | Moscow World Stars                        | Medalha de prata  |                   |                      |                  |                     |                   |
| 1993 | Campeonato Nacional Russo                 |                   |                   | Medalha de bronze    |                  | Medalha de bronze   | Medalha de ouro   |
| 1994 | Campeonato Europeu                        | Medalha de prata  | Medalha de prata  |                      |                  |                     | Medalha de bronze |
| 1994 | Moscow World Stars                        | Medalha de prata  |                   | Medalha de ouro      |                  | Medalha de ouro     | Medalha de bronze |
| 1994 | Campeonato Mundial de Ginástica Artística | Medalha de bronze | Medalha de bronze | 6º                   |                  | Medalha de bronze   | Medalha de ouro   |
| 1995 | Moscow World Stars                        | Medalha de prata  |                   | Medalha de prata     | Medalha de prata | Medalha de prata    | Medalha de bronze |
| 1995 | Campeonato Mundial de Ginástica Artística | 8º                | 4º                |                      | 6º               | 6º                  |                   |
| 1996 | Campeonato Europeu                        | 5º                | Medalha de prata  | 4º                   | 7º               | 8º                  | Medalha de bronze |
| 1996 | Jogos Olímpicos                           | 6º                | Medalha de bronze |                      | 4º               | 5º                  | 5º                |
| 1996 | Campeonato Mundial de Ginástica Artística |                   |                   |                      | Medalha de ouro  |                     |                   |